# Tjäruträsket (Edefors socken, Norrbotten)
Tjäruträsket är en sjö i Bodens kommun och Jokkmokks kommun i Norrbotten och ingår i Luleälvens huvudavrinningsområde. Sjön har en area på 0,173 kvadratkilometer och ligger 204,9 meter över havet. Sjön avvattnas av vattendraget Tjäruträskbäcken.

## Delavrinningsområde
Tjäruträsket ingår i det delavrinningsområde (737366-173462) som SMHI kallar för Mynnar i Flarkån. Medelhöjden är 235 meter över havet och ytan är 22,9 kvadratkilometer. Det finns inga avrinningsområden uppströms utan avrinningsområdet är högsta punkten. Tjäruträskbäcken som avvattnar avrinningsområdet har biflödesordning 3, vilket innebär att vattnet flödar genom totalt 3 vattendrag innan det når havet efter 130 kilometer. Avrinningsområdet består mestadels av skog (58 procent) och sankmarker (38 procent). Avrinningsområdet har 0,17 kvadratkilometer vattenytor vilket ger det en sjöprocent på 0,8 procent.